# 1837 na arte

## Nascimentos
| Data          | Nome                 | Profissão                                                | Nacionalidade        | Observações | Ref |
| ------------- | -------------------- | -------------------------------------------------------- | -------------------- | ----------- | --- |
| 17 de abril   | John Pierpont Morgan | banqueiro, financista, filantropo e colecionador de arte | Estados Unidos       | m. 1913     |     |
| 8 de maio     | Alphonse Legros      | pintor e desenhista                                      | França / Reino Unido | m. 1911     |     |
| 22 de maio    | Frederico Trebbi     | comerciante, fotógrafo, pintor e professor de arte       | Brasil               | m. 1928     |     |
| 4 de setembro | Teresa de Saldanha   | religiosa dominicana e pintora                           | (PT)                 | m. 1916     |     |

## Mortes
| Data       | Nome              | Profissão        | Nacionalidade | Observações | Ref |
| ---------- | ----------------- | ---------------- | ------------- | ----------- | --- |
| 8 de março | Domingos Sequeira | pintor (artista) | Portugal      | m. 1768     |     |